# Adelaide Humphries
Adelaide Humphries (31 de outubro de 1898 – 1979) foi o principal pseudônimo da escritora estadunidense Adelaide Morris Rowe, que também escreveu sob os pseudônimos Kathleen Harris, Token West e Wayne Way.

## Lista parcial de obras
Contos publicados em revistas
- Boy From Home, (ss) Sweetheart Stories Jul 1939
- Dutch Treat, (ss) Girl Stories Nov 1929
- Fate Steps In, (ss) Love Story Magazine Oct 18 1930
- Fluffy Ruffles and Rough Rustlers, (ss) Husbands Feb 1936
- A Garden for Two, (ss) Cupid’s Diary Jun 12 1929
- The Lady of Half-Moon Cay, (ss) Sweetheart Stories Oct 1942
- Sophisticated Stuff, (ss) Cosmopolitan Oct 1928
- Three’s a Crowd, (ss) Sweetheart Stories May 19 1931

Série Ann Star
- Ann Star, Nurse (1944)
- Ann Star, Senior Nurse (1945)
- Ann Star, Staff Nurse (ps. Adelaide Humphries), Wew York:Arcadia House, 1946[8]

Romances
- Skyrocket (1936)
- Steps to the Moon (1937)
- Always another spring (1938)
- Bright Pattern (1940)
- You're the One (1942)
- Three Gals a Week (1942) (ps. Token West)
- Uncertain Glory (1943)
- Substitute Nurse (1944)
- Then Came Romance (1944)
- Double Wedding (1946)
- Office Nurse (1947)
- Change Of Heart (1949)[9]
- Why Get Married? (1949) (ps. Token West)
- The Body Betrays (ps. Wayne Way), Phoenix Press, 1949
- Showroom Girls (1950) (também conhecido como Conquered) (ps. Token West)
- Home Front Nurse (1952)
- Nurse Landon's Challenge (1952)
- Nurses Are People (1952)
- The Nurse Knows Best (1953)
- Georgia Girl (1953) (ps. Token West)
- Nurse Lady (1953) (também conhecido como Nurse in Love)
- Navy Nurse (1954)
- Nurse Barclay's Dilemma (1954)
- Nurse with Wings (1955)
- Orchids for the Nurse (1955)
- New England Nurse (1956)
- Nurse Laurie's Cruise (1956)
- Park Avenue Nurse (1956) (ps. Adelaide Humphries)
- A Case for Nurse Marian (1957)
- The Nurse Had Red Hair (1957)
- Clinic Nurse (1958)
- Fast Girl (1958) (ps. Token West)
- Flight Nurse (1959)
- Mission Nurse (1960)
- The Nurse Had a Secret (1960)
- Nurse on Horseback (1960)
- Cynthia Doyle, Nurse In Love (1961)
- Swamp Nurse (1961)
- The Nurse Made Headlines (1962)
- Lady Doctor (1963)
- A Feather in her Cap (1964)
- The Other Love (1964)
- Nurse Barbara (1965)
- Luxury Nurse (1966)
- Chesapeake Doctor (1967)
- Surgery Nurse (1967)
- Nurse in Flight (1968)
- Nurse in Masquerade (1969)
- Doctor of the Keys (1970)
- Love Has No Logic (1971)
- Nurse in Jeopardy (1971)
- A Test for Nurse Barbi (1975)
- The Fast Way (1976) (ps. Token West)
- The Nurse Was Kidnapped (1976)
- Miracle for Nurse Louisa (1978)
- Danger for Nurse Vivian (1979)
- Jane Arden, student nurse (ps. Kathleen Harris)[10]

## Adelaide Humphries em língua portuguesa
- Glória Incerta (Uncertain Glory) (ps. Adelaide Humphries), volume 117 da Coleção Biblioteca das Moças, da Companhia Editora Nacional, 1956, tradução de Wilson Velloso.
- Estrela Inconstante, Biblioteca das Moças, apenas uma edição, em 1943. Tradução de Maslowa Gomes Venturi.
- Primaveras Perdidas (ps. Kathleen Harris), Editora Saraiva, Coleção Rosa, nº 46, tradução de Gulnara Lobato de Morais, 1953.
- A Enfermeirinha Provinciana (Visiting nurse) (ps. Kathleen Harris), Saraiva, Coleção Rosa nº 5, tradução de Lília de Barros, 1950.
- A Estrada do Destino (ps. Kathleen Harris), Saraiva, Coleção Rosa nº 18, tradução de Mariano Torres, 1955